# Фёльди, Имре
Имре Фёльди (венг. Imre Földi; 8 мая 1938, Кечкемет, Венгрия — 23 апреля 2017, Татабанья, Венгрия) — венгерский тяжелоатлет. Золотой медалист летних Олимпийских игр 1972 года в Мюнхене. Многократный чемпион мира и Европы в легчайшем весе. Автор 20 мировых рекордов в легчайшем и полулёгком весе. Один из лидеров в тяжёлой атлетике по числу выступлений на Олимпийских играх.

## Карьера
Выступал за спортивное общество «Баньяс» из Татабаньи.
Участвовал в пяти Олимпийских играх (1960, 1964, 1968, 1972, 1976). По этому показателю был рекордсменом среди тяжелоатлетов до 2004 года, когда с ним сравнялись немцы Ронни Веллер (англ. Ronny Weller) и Инго Штайнхёфель (англ. Ingo Steinhöfel).
В 1960 году на Олимпиаде в Риме занял 6 место. Через четыре года в Токио набрал в сумме 355 килограмм и выиграл серебряную медаль. В 1968 в Мехико набрал в сумме 367,5 кг и вновь занял второе место, причем установил мировой рекорд. В 1972 году на ОИ в Мюнхене стал чемпионом в легчайшем весе, установив мировой рекорд в троеборье с суммой 377,5 кг.

## Кончина
Имре Фёльди скончался на 79-м году жизни в апреле 2017 года.